# Dunollie Castle

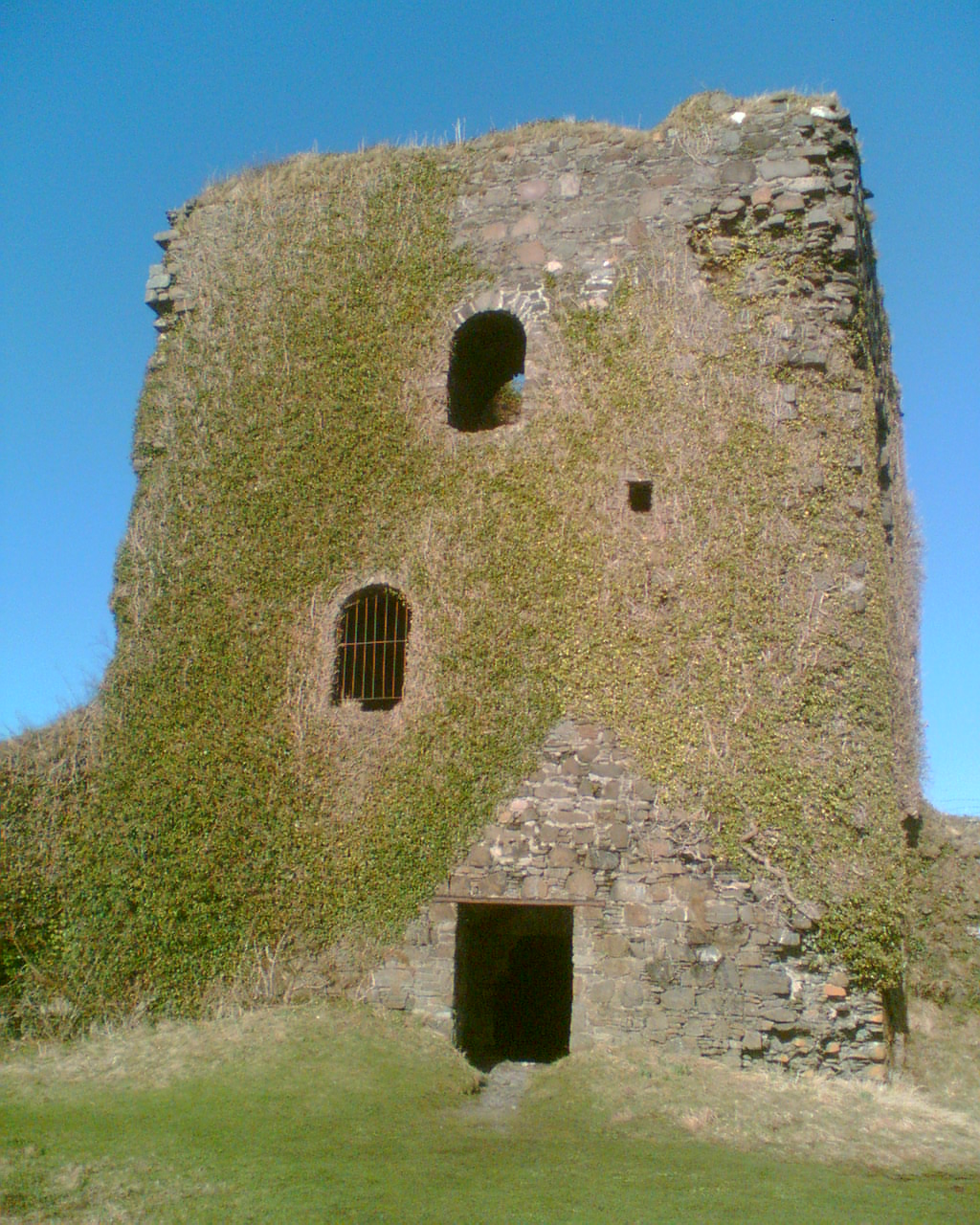
Detailansicht

Dunollie Castle ist eine Burgruine nordwestlich der schottischen Stadt Oban. Es liegt direkt am Ufer des Meeresarmes Firth of Lorne. Das Bauwerk ist als Scheduled Monument klassifiziert.

## Geschichte
Die heute als Ruine erhaltene Burg stammt wahrscheinlich aus dem früheren 15. Jahrhundert. Sie war eine Festung der MacDougalls of MacDougall, die sie im 16. Jahrhundert erweiterten. 1647 wurde Dunollie Castle von Covenantern erfolglos belagert. Iain Ciar, 22. of Dunollie gab die Burg im Jahre 1715 auf. Eine spätere Nutzung des Gemäuers ist nicht verzeichnet.
1978 wurde das Gelände einer archäologischen Untersuchung unterzogen. Hierbei wurden Vorgängerbauten des heutigen Dunollie Castle untersucht. Das früheste an diesem Ort befindliche Festungsbauwerk wurde auf das 7. bis 8. Jahrhundert datiert. Eine weitere Festung wird auf das 13. Jahrhundert geschätzt.

## Beschreibung
Die Ruine befindet sich auf einer felsigen Anhöhe. Sie besteht aus lehmverfugtem Bruchstein und umfasst einen Wehrturm, der einen Innenhof umschließt. Der Turm steht in der Nordostecke eines befestigten Hofes, der zusammen mit weiteren Befestigungsanlagen die Hügelkuppe einnimmt. Er umfasst vier Stockwerke mit jeweils einem Raum und wird ebenerdig über einen Eingang in der Westwand betreten. Der Turm schloss einst mit einem zinnenbewehrten Wehrgang, der heute weitgehend verfallen ist. Die Befestigungsmauer des quadratischen Hofes mit einer Seitenlänge von 24,4 m weist an der verteidigungstaktisch bedeutenden Nordostseite eine Mächtigkeit von 2,3 m auf. An den restlichen Seiten ist sie hingegen nur zwischen 60 cm und 150 cm mächtig. Das Eingangstor befand sich im Osten. Ein weiteres Tor neueren Datums befand sich im Norden, wurde jedoch dann mit einer Mauer verschlossen. Die Außenmauer ist weitgehend eingestürzt. Nur an der Nordostseite ist sie noch bis zu einer Höhe von durchschnittlich 4,6 m erhalten. Es gibt Hinweise, dass entlang der Mauern einst weitere Gebäude angeordnet waren.